# Брум (аэропорт)
 Брум  — региональный аэропорт, расположенный в Бруме, Австралия.
Международный аэропорт является региональным центром северо-западной части Западной Австралии. Его считают воротами в Кимберли. 30 июня 2009 года в аэропорту было обслужено 391 914 пассажиров. Он занимает 20-е место по количеству пассажиров в Австралии.
С 18 ноября 2010 года аэропорт получил международный класс D. Процесс направления полётов основывается на получаемых от пилотов данных о месторасположении самолёта по отношению к земле и аэродрому.

## Аварии и инциденты
21 января 1974 года компании Burmah Oil был повреждён без возможности восстановления вследствие аварии на территории аэропорта.